# The EMBO Journal
The EMBO Journal, abgekürzt EMBO J., ist eine zweimal im Monat erscheinende Peer-Review Fachzeitschrift. Die erste Ausgabe erschien 1982. Die Zeitschrift veröffentlicht Originalarbeiten aus der Molekularbiologie, die von allgemeinem Interesse sind. Das Journal wird im Auftrag der European Molecular Biology Organization (EMBO) veröffentlicht.
EMBO Press ist Gründungsmitglied der San Francisco Declaration on Research Assessment (DORA). Dort zeigt man auf, dass der Impact Factor und deren Anwendung um die Forschungsproduktion von Individuen sehr große Probleme hat. Daher werden sie nicht mehr dargestellt. Das wurde in einem Editorial 2015 diskutiert.
Herausgeber ist Bernd Pulverer, der bei EMBO angestellt ist.